# Portering (datorteknik)
Portering innebär att ett datorprogram eller information överförs från en plattform till en annan. Medan portering beskriver processen att överföra ett program så anger portabilitet hur lätt ett program kan flyttas mellan olika plattformar. Ordet kommer av engelskans port eller porting med samma innebörd.
En anledning till att portera kommersiella produkter kan vara i syfte att bredda marknaden. Exempelvis porteras många moderna datorspel till ett flertal olika datortyper och spelkonsoler.[källa behövs]

## Standarder
Internationella standarder, som de som certifieras av ISO, försöker underlätta portering genom att specificera detaljer i en programmeringsmiljö så att den skall variera så litet som möjligt mellan olika system. Portering mellan två plattformar som stöder samma standard (som till exempel POSIX.1) kan vara så enkel som att kompilera om källkoden; detta förutsatt att programutvecklarna strikt följt standarden och noga undvikit fallgropar såsom varierande ordlängd och byteordning.[källa behövs]